# Munna spinifrons
Munna spinifrons är en kräftdjursart som beskrevs av Menzies och Barnard 1959. Munna spinifrons ingår i släktet Munna och familjen Munnidae. Inga underarter finns listade i Catalogue of Life.